# Kahperuslatjna
Kahperuslatjna är ett berg i Finland. Det ligger i Enontekis i landskapet Lappland, i den norra delen av landet, 1 000 km norr om huvudstaden Helsingfors. Toppen på Kahperuslatjna är 982 meter över havet, eller 63 meter över den omgivande terrängen. Bredden vid basen är 3,9 km.
Terrängen runt Kahperuslatjna är huvudsakligen kuperad, men åt sydost är den platt.  Trakten runt Kahperuslatjna är nära nog obefolkad, med mindre än två invånare per kvadratkilometer. Det finns inga samhällen i närheten. Omgivningarna runt Kahperuslatjna är i huvudsak ett öppet busklandskap.